# Christian Karl Platz von Ehrenthal

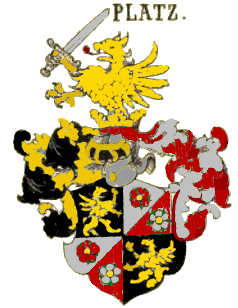
Wappen in Siebmachers Wappenbuch nach schwarz-weiß-Vorlage in den beschriebenen Farben eingefärbt

Christian Karl Platz von Ehrenthal (* 28. Februar 1663 in Reichenberg; † 5. oder 18. August 1722 in Friedland) war ein Landeshauptmann, kaiserlich königlicher Rat und Stifter bzw. Erbauer einiger sakraler und bürgerlicher Bauten. Dennoch wurde „der reiche Platz“ in den Berichten über ihn auch als Tyrann bzw. Unmensch beschrieben.

## Biographie
Christian Karl Platz wurde am 27. Februar 1663 als Sohn des aus Friedland stammenden Tuchmachers Friedrich Platz in Reichenberg geboren. Einerseits wird er als wohledel geboren bezeichnet, andererseits wurde mehrmals (auch in der gleichen Publikation) behauptet, sein Vater sei arm gewesen und Christian Karl von frommen oder mitleidigen Bürgern „aus Barmherzigkeit“ ernährt worden.
Durch „sein Talent“, „Schreib- und Rechenkunst“ wurde er alsbald im Jahr 1689 „Amtsverwalter“, nachdem er am 22. Februar des gleichen Jahres seinen Meisterbrief sammt Meisterzeichen erhielt. 1690 war er Inspektor, 1699 wurde er Oberstadthauptmann der gallaschen (Johann Wenzel von Gallas) Herrschaften in Reichenberg.
1702 ließ er das „Leinweber-Zunfthaus“ erbauen und verkaufte es der Weberzunft. Im gleichen Jahr am 19. Januar ist oder war er geadelt worden und nannte sich seitdem „Platz von Ehrenthal“. 1704 „baute“ er das Dorf Johannestal, wozu er die bisherigen Grundstückseinhaber vorher gewaltsam enteignen ließ, angeblich sogar seinen eigenen Taufpaten. Später (1716) ließ er die Kirche St. Nepomuk in Johannestal erbauen, die bis in die 1960er Jahre Messen hielt.
Am 13. Februar 1706 wurde Platz von Ehrenthal in den Ritterstand erhoben.
1719 stiftete er die Mariensäule auf dem Neustädter Platz, angeblich aus Dank, nicht an der Pest erkrankt zu sein.
Sein Vermögen soll 700.000 Gulden betragen haben.
Platz von Ehrenthal war verheiratet mit Ludmilla Henisch (* 1672/73; † April 1716). Aus ihrer Ehe entstammten zwei Töchter. In zweiter Ehe heiratete er in Zittau Anna von Eisersdorf.
Platz von Ehrenthal starb am 5. oder am 8. August 1722 in Friedland, nachdem drei Jahre zuvor auch Graf von Gallas verstorben war. „Man munkelte“, er sei eines unnatürlichen Todes bzw. an Gift gestorben. Er hinterließ in seinem Testament 5.000 Gulden für Messen in der Kreuzkirche, zweimal in der Woche und einmal jährlich zu seinem Sterbetag. Auch andere „Kirchen, Kapellen, Heiligenstatuen und dergl“ wurden von ihm bedacht. Den „größten Theil seines liegenden Vermögens“ (Grundbesitz) vermachte er dem künftigen Besitzer Friedland-Reichenberg-Grafensteins.
Platz von Ehrenthal wurde in der von ihm selbst gestifteten Gruft in der Kreuzkirche bestattet.

## Legenden
Als Stadthauptmann habe Platz große Unbeliebtheit beim Volk erlebt, von der er aber nichts wissen wollte. Dieser Vorwurf beruhte ausführlich auf Gerichtsakten aus Jung-Bunzlau. Graf von Gallas, der von seiner Frau von den Klagen der Bürger erfahren haben soll, schickte demgemäß Stadtschreiber Wondrak aus Italien zur Begutachtung der Vorwürfe nach Reichenberg. Wondrak brach nach einem Treffen mit Platz in Jung-Bunzlau und starken Übelkeiten nach einem Frühstück mit ihm zusammen und wurde von Platz scheintot bestattet. Wondraks Frau aber, die vor der Reise schon böse Vorahnungen bzw. Träume gehabt hatte, hörte „Geräusch und Gewinsel“ aus dem Grab und veranlasste ihn wieder auszugraben. Unterdessen verschwand Platz aus Bunzlau, die weitere Entwicklung ist unbekannt.
Als Strafe für die Untaten gegenüber seinen Untertanen habe Platz von Ehrenthal nach seinem Tod in den Hemmrichbergen Steine sägen müssen.  Wallfahrer in diesen Bergen Richtung Haindorf sollen durch das Reiben der Äste der Bäume bei Wind ein sägeartiges Knarren gehört und aufgrund der Sage verängstigt worden sein.